# Klei Entertainment
Klei Entertainment Inc. — канадская компания, разработчик компьютерных игр, располагающаяся в Ванкувере, провинция Британская Колумбия.

## История
Джейми Ченг (англ. Jamie Cheng) основал Klei Entertainment в июле 2005 года. До основания компании Ченг работал программистом искусственного интеллекта в Relic Entertainment, в то время принадлежавшей THQ. Ченг получил стартовый капитал для компании через продажу своей доли от THQ, заработанную в Relic, и получил от своего брата заём в размере 10 000 долларов США. В 2009 году в Klei работало 11 сотрудников, а в мае 2013 года их число увеличилось до 35 человек.
Их первая игра под названием Eets была выпущена 27 марта 2006 года на Windows, а 9 декабря 2010 года на macOS. Между этими двумя релизами игра была перенесена на Xbox 360 посредством сервиса Xbox Live Arcade и выпущена 25 апреля 2007 года. Эта версия, получившая название Eets: Chowdown, содержала 120 новых уровней и мини-игру под названием Marsho Madness.
Компания посодействовала в разработке N+ от Slick Entertainment, порта флэш-игры N для Xbox Live Arcade. В 2008 году Klei Entertainment разрабатывала казуальную многопользовательскую онлайн-игру Sugar Rush. В конце августа 2010 года компания объявила о остановке разработки и отмене игры. Четвёртая оригинальная игра компании под названием Shank была анонсирована на Penny Arcade Expo 2009 года. Она была выпущена 24 августа 2010 года на PlayStation 3, 25 августа 2010 года на Xbox 360 и 26 октября 2010 года на Windows.
Игра Don’t Starve в жанре action-adventure и выживания была выпущена 23 апреля 2013 года. Don’t Starve была выпущена в формате бета-версии 2-for-1 в Steam, что позволяло игрокам покупать две копии игры по цене одной. Перед официальным самостоятельным изданием игры Klei Entertainment продала более 300 000 копий Don’t Starve по 15 долларов каждая. 21 апреля 2016 года Klei Entertainment выпустила самостоятельную многопользовательскую версию Don’t Starve под названием Don’t Starve Together, которая имеет регулярные обновления и индивидуальный загружаемый контент.
2 июля 2013 года было объявлено, что их следующая игра будет называться Invisible, Inc.. Игра в жанре стелс и пошаговой тактики была выпущена 12 мая 2015 года.
В 2017 году Klei Entertainment приобрела Slick Entertainment. Джейми Ченг и основатель Slick Entertainment Ник Вандерс ранее вместе работали в Relic Entertainment, в которой они и установила рабочие отношения, позднее позволившее их компаниям объединиться.
В январе 2021 года Klei Entertainment объявили, что они согласовали с китайским холдинговым конгломератом Tencent приобретение контрольного пакета акций компании. Klei Entertainment сохранит полный контроль над своей продукцией, но приобретение Tencent поможет им выйти на игровой рынок Китая.

## Разработанные игры
| Год  | Название                      | Платформы |
| ---- | ----------------------------- | --- |
| 2006 | Eets                          | macOS, Windows, Xbox 360                                                                                              |
| 2008 | N+                            | Nintendo DS, PlayStation Portable, Xbox 360                                                                           |
| 2010 | Sugar Rush                    | Windows |
| 2010 | Shank                         | Linux, macOS, Windows, PlayStation 3, Xbox 360                                                                        |
| 2012 | Shank 2                       | Linux, macOS, Windows, PlayStation 3, Xbox 360                                                                        |
| 2012 | Mark of the Ninja             | Linux, macOS, Windows, Xbox 360                                                                                       |
| 2013 | Don’t Starve                  | Android, iOS, Linux, macOS, Windows, Nintendo Switch, Wii U, PlayStation 3, PlayStation 4, PlayStation Vita, Xbox One |
| 2014 | Eets Munchies                 | iOS, Linux, macOS, Windows                                                                                            |
| 2015 | Invisible, Inc.               | iOS, Linux, macOS, Windows, PlayStation 4                                                                             |
| 2016 | Don’t Starve Together         | Linux, macOS, Windows, Nintendo Switch, PlayStation 4, Xbox One                                                       |
| 2018 | Mark of the Ninja: Remastered | Linux, macOS, Windows, Nintendo Switch, PlayStation 4, Xbox One                                                       |
| 2019 | Oxygen Not Included           | Linux, macOS, Windows                                                                                                 |
| 2019 | Hot Lava                      | iOS, Linux, macOS, Windows                                                                                            |
| 2021 | Griftlands                    | Linux, macOS, Windows, Nintendo Switch, PlayStation 4, Xbox One                                                       |